# Jutta Kleinschmidt

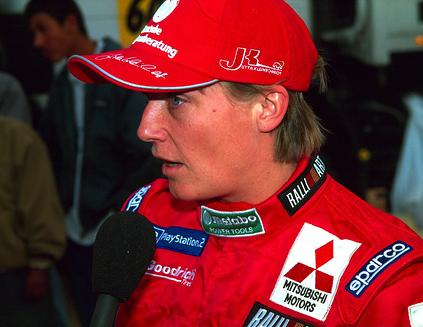
Jutta Kleinschmidt, 2001

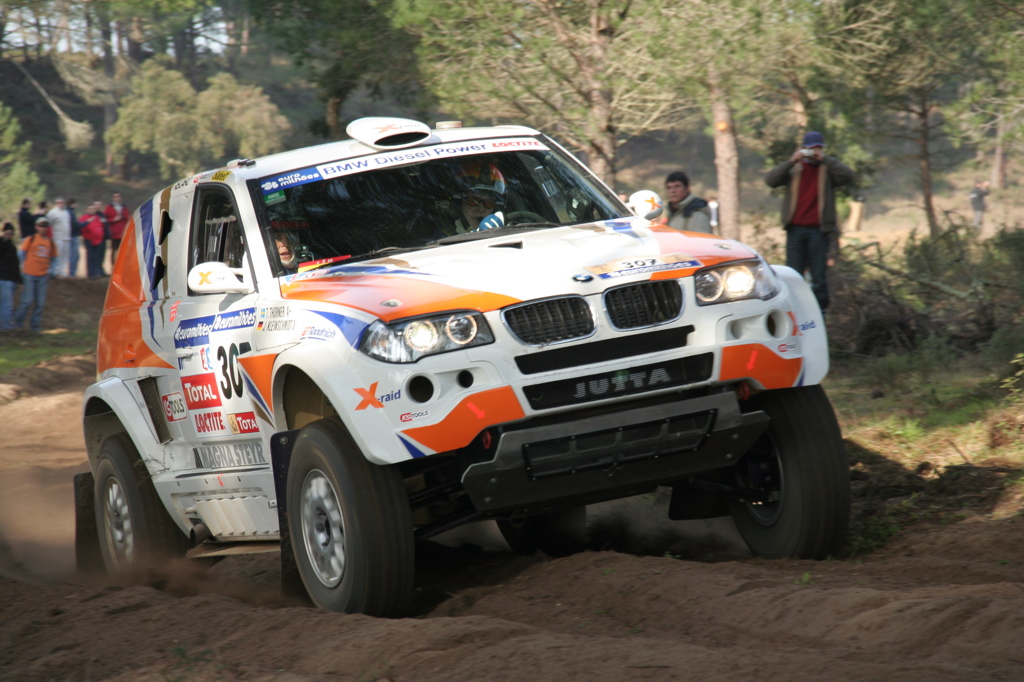
Jutta Kleinschmidt tijdens de Dakar-rally 2007

Jutta Kleinschmidt (Keulen, 29 augustus 1962) is een Duits rallyrijdster. Zij heeft meerdere malen meegedaan aan de Parijs-Dakar rally en won deze in 2001. Ze was daarmee de eerste vrouw ooit die deze race won.

## Leven
Kleinschmidt groeide op in Berchtesgaden, ging in Berchtesgaden, Freilassing en Traunstein naar school. Ze is de tweede uit een gezin van vier kinderen. Kleinschmidt studeerde van 1982 tot 1986 aan de Naturwissenschaftlich-Technische Akademie Isny alwaar ze haar ingenieursdiploma behaalde. 
Voordat ze in 1992 professioneel rally-rijdster werd, werkte zij bij BMW aan de ontwikkeling van nieuwe auto's.
Tegenwoordig is ze naast een succesvol rally-rijdster tevens instructrice. Kleinschmidt woont in Monaco.